# Irina Baranova
Pour les articles homonymes, voir Baranova.
Irina Mikhaïlovna Baranova (en russe : Ирина Михайловна Баронова ; Pétrograd, 13 mars 1919 - Byron Bay, Australie, 28 juin 2008) est une danseuse de ballet d'origine russe.

## Biographie
Pour fuir la Révolution russe, ses parents s'installent à Bucarest (Roumanie). Sa mère lui apprend les premiers pas de danse tandis que ses études lui permettent d'apprendre le français et le roumain en plus du russe.
Sa famille s'installe à Paris pour lui offrir une formation professionnelle. Elle étudie le ballet avec Olga Preobrajenska et Mathilde Kschessinska. Baronova fait ses débuts à l'Opéra de Paris, en 1930, dans L'Éventail de Jeanne, ballet pour enfant chorégraphié par Alice Bourgat et Yvonne Franck,.
En 1932, à quelques mois de son treizième anniversaire, elle, ainsi que deux autres jeunes filles, Tamara Toumanova (12 ans) et Tatiana Riabouchinska (14 ans) sont embauchées par George Balanchine pour devenir ballerines dans les nouveaux Ballets russes de Monte-Carlo. Leur extrême jeunesse et leur perfection technique leur valent une renommée mondiale. Lors de leur première saison à Londres avec les Ballets russes, le critique anglais Arnold Haskell (en) invente le terme « Baby Ballerinas » pour Toumanova, Riabouchinska et Baronova.
Elle fait ses débuts au Théâtre Mogador à Paris en 1932. Le premier rôle majeur de Baronova est celui d'Odette dans Le Lac des cygnes, avec Anton Dolin comme partenaire, qu'elle interprète à 14 ans.
En 1933, elle s'installe à Londres où les Ballets russes du  colonel de Basil a son port d'attache.
Elle crée des rôles dans Beach (1932), Le Beau Danube (1933) et  Les Présages (1933) de Léonide Massine;  Elle danse Les Imaginaires de David Lichine musique de Georges Auric à Londres durant l'été 1934. Elle crée Les Cent Baisers de Bronislava Nijinska (1935).
À partir de 1934, elle devient une star à Broadway, avec le spectacle des Ballets russes de Monte-Carlo produit par Sol Hurok.
En 1939, elle crée Paganini: Fantastic Ballet in Three Scenes de Michel Fokine, musique de Rachmaninoff à Covent Garden à Londres.
Amoureuse des animaux, elle parcourt le monde avec son ouistiti de compagnie. En tournée à Barcelone en 1937, elle achète un autre singe. Elle vit et tourne avec les deux pendant neuf ans.
Elle rejoint ensuite rejoint le Ballet Theatre aux États-Unis, comme artiste invitée par sa fondatrice, Lucia Chase, et y retrouve son ancien partenaire et ami de toujours, Anton Dolin, avec qui elle crée l'un des derniers ballets de Michel Fokine, Barbe Bleue en 1941.
En 1944, elle joue dans la comédie musicale, Follow the Girls, au Century Theatre à Broadway.
Alors qu'elle est en Grande-Bretagne en 1946, elle rencontre l'agent de théâtre Cecil Tennant, qui lui demande de l'épouser si elle abandonne le ballet. Âgée de seulement 27 ans, elle accepte et prend sa retraite de la scène.
Après le décès de son second mari dans un accident de voiture en 1967, elle part s'installer auprès de sa fille en Australie.
Elle revient donner des master classes aux États-Unis et au Royaume-Uni en 1976. Margot Fonteyn lui demande de diriger une formation pour les enseignants.
En 1986, elle met en scène Les Sylphides de Michel Fokine pour l'Australian Ballet. En 1992, elle retourne en Russie pour aider le Théâtre Mariinsky dans un projet d'archives.
En 1996, elle reçoit la médaille Vaslav Nijinski de Pologne et un doctorat honoris causa de la North Carolina School of the Arts.
La fille de Baronova, Irina, déménage à Byron Bay , en Australie et, après lui avoir rendu visite en 2000, Baronova décide de s'y installer.
En 2005, Baronova apparait dans le documentaire Ballets russes et publie son autobiographie, Irina: Ballet, Life and Love, qu'elle a écrite à la main bien qu'elle ait perdu une grande partie de la vue.
En 2014, sa fille Victoria publie une biographie illustrée de la vie de sa mère intitulée Irina Baronova et les Ballets Russes de Monte Carlo.
Baronova était vice-présidente et membre de la Royal Academy of Dance (en). Elle était mécène de l'Australian Ballet School (en).

## Cinéma
Aux USA, Irina Baronova aurait pu faire une carrière d'actrice de cinéma en débutant dans le film Florian, mais elle n'aime pas l'ambiance d'Hollywood :  « J'étais toujours accompagnée du sentiment : "Hâte de partir de là". Il y avait un énorme manque de culture. Hollywood a fait de bons films dans le genre hollywoodien typique. Mais je n'étais pas attiré par les stars d'Hollywood, cette "Dream Factory". Ils n'ont pas senti l'âme et le cœur. Il s'agit d'une race de personnes complètement différente. Ici, c'est le ballet... C'est un tout autre esprit ».
Entre 1940 et 1951, Baronova apparait dans plusieurs films, dont Le Train du destin, en 1949 et travaille comme maîtresse de ballet pour le film Nijinsky en 1980. Elle est aussi connue pour avoir servi de modèle pour le film Fantasia (1940) de Walt Disney.

### Filmographie
| Year | Production          | Role                | Notes        |
| ---- | ------------------- | ------------------- | ------------ |
| 1940 | Florian             | Trina               |              |
| 1943 | Yolanda             | Yolande Petrova     |              |
| 1949 | Le Train du destin  | Irina Nozorova      |              |
| 1951 | Toast to Love       | Yolanda Petrova     |              |
| 1980 | Nijinsky            | Maitresse de ballet |              |
| 2004 | Ballets Russes (en) | Elle-même           | Documentaire |

## Vie privée
À 17 ans, elle s'enfuit avec un Russe plus âgé, Jerry Sevastianov. Deux ans plus tard, ils se marient à Sydney, en Australie, où elle est en tournée. Elle et Sevastianov ont ensuite divorcé.
En 1949, elle épouse un agent de théâtre, Cecil Tennant et ont eu trois enfants, Victoria, Irina et Robert. Elle devient la belle-mère de Steve Martin. En 1967, Cecil Tennant est tué dans un accident de voiture et Baronova déménage en Suisse. Plus tard, elle a repris sa relation avec son premier mari, Jerry Sevastianov, mort en 1974.